# Parchimer Allee (metropolitana di Berlino)
La stazione di Parchimer Allee è una stazione della metropolitana di Berlino, sulla linea U7.
È posta sotto tutela monumentale (Denkmalschutz).

## Storia
La stazione di Parchimer Allee fu progettata come parte del prolungamento della linea C I (oggi U7) dall'allora capolinea di Grenzallee a Britz-Süd; tale tratta venne aperta all'esercizio il 28 settembre 1963.
Nel 2018 la stazione di Parchimer Allee, in considerazione della sua importanza storica e architettonica, venne posta sotto tutela monumentale (Denkmalschutz) insieme ad altre 12 stazioni rappresentative dell'architettura moderna dei decenni post-bellici.

## Interscambi
- Fermata autobus

### Esplicative
1. ↑  La numerazione delle linee metropolitane di Berlino venne introdotta nel 1966.

### Bibliografiche
1. ↑  (DE) U-Bahnhof Parchimer Allee, su stadtentwicklung.berlin.de. URL consultato il 15 novembre 2018 (archiviato dall'url originale il 16 novembre 2018).
2. ↑  Lemke e Poppel (1992), p. 63.
3. ↑  Lemke e Poppel (1992), p. 154.
4. ↑  (DE) Glückszahl: 13 Berliner U-Bahnhöfe unter Schutz, su moderne-regional.de. URL consultato il 15 novembre 2018 (archiviato dall'url originale il 16 novembre 2018).